# Rautenkranz (Eisenach)

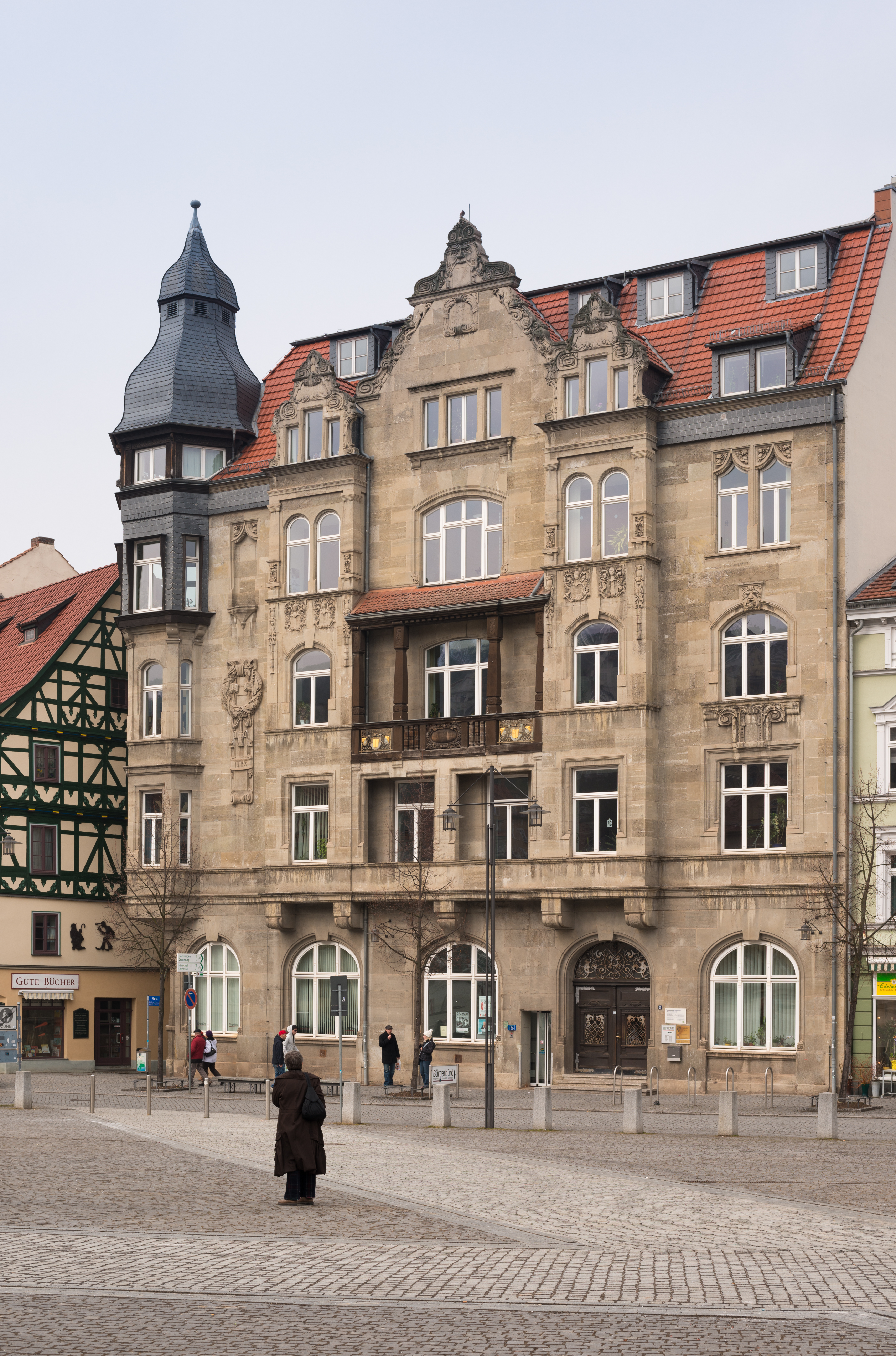
Das frühere Hotel Rautenkranz

Das frühere Hotel Rautenkranz ist ein denkmalgeschütztes Gebäude im Zentrum der Stadt Eisenach in Thüringen. Neben dem Rathaus ist es Verwaltungssitz der Eisenacher Stadtverwaltung.

## Lage
Das Gebäude mit der Anschrift Markt 22 liegt an der Nordseite des Eisenacher Marktplatzes neben dem Stadtschloss und erstreckt sich entlang der Badergasse nach Norden bis zur Alexanderstraße.

## Geschichte
Das Hotel Rautenkranz wurde erstmals im Jahr 1611 schriftlich erwähnt. Seine heutige Form erhielt das Bauwerk 1904, als es nach Entwürfen des Architekten Hubert Holtmann aus Münster im Stil der Neorenaissance umgebaut wurde.
Von 1920 bis 1953 war Albert Jordan Betreiber des Hotels. Er war zuvor unter anderem Direktor des Berliner Hotel Adlon. In dieser Zeit konnte das Hotel Rautenkranz zahlreiche namhafte Gäste begrüßen wie Erich Ludendorff, Henny Porten, Hans Albers, Heinrich George, Rosalind von Schirach oder Dorothea Wieck. 1942 wurde der Hotelbetrieb kriegsbedingt eingestellt und das Gebäude eine Zeit lang als Lazarett genutzt. 1946 wurde das Hotel wiedereröffnet, der erste Gästebucheintrag nach Kriegsende datiert vom 10. Juli 1946. 1953 wurde das Hotel endgültig geschlossen, der Betreiber floh mit seiner Familie vor dem DDR-Regime nach Bad Ems.
Seit 1956 wird das frühere Hotel als Verwaltungsgebäude, zunächst vom Rat des Kreises Eisenach, später vom Landratsamt des Wartburgkreises und aktuell von der Eisenacher Stadtverwaltung genutzt und beherbergt heute unter anderem das Bürgerbüro und das Umweltamt der Stadt sowie den Sitzungssaal des Stadtrates.